# Braunschweig-manifestet

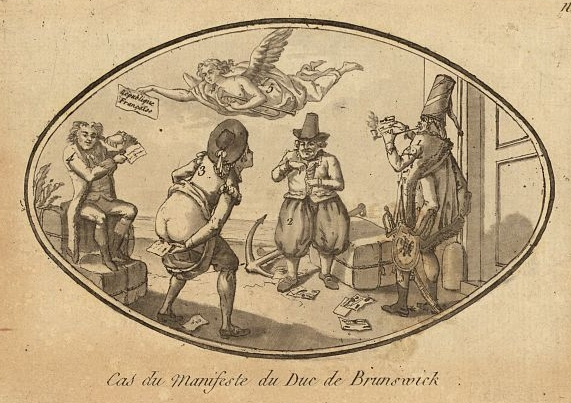
Karikatyr av Braunschweig-manifestets mottagande i Paris.

Braunschweig-manifestet var en proklamation utfärdad av hertig Karl Vilhelm Ferdinand av Braunschweig-Wolfenbüttel, befälhavare för den allierade armén (Österrike och Preussen) till befolkningen i Paris under första koalitionskriget 25 juli 1792.
Manifestet hotade befolkningen i Paris med våld om de skadade den fångna franska kungafamiljen. Det uppges ha varit ett strategiskt försök att skrämma revolutionärerna och säkra kungafamiljen från hot, men fick motsatt effekt. Manifestet väckte enorm vrede i Paris, vände allmänhetens sympati till de radikala jakobinerna mot det utländska hotet och kungafamiljen som uppfattades vara allierade med Frankrikes fiender. Den hätska stämning som väcktes av manifestet medverkade till stormningen av Tuilerierna, tillfångatagandet av kungafamiljen, avskaffandet av monarkin och början av skräckväldet.